# Farkhar (huyện)
Farkhar là một huyện thuộc tỉnh Takhar, Afghanistan. Dân số thời điểm năm 1999 là 37,659 người.